# Велленс, Тим
Тим Велленс (нидерл. Tim Wellens; род. 10 мая 1991 года в Синт-Трёйдене, Бельгия) — бельгийский маунтинбайкер и профессиональный шоссейный велогонщик, выступающий за команду Мирового тура «UAE Team Emirates».

## Биография
В юношеские годы помимо шоссейного велоспорта занимался маунтинбайком, став в 2008 году чемпионом Бельгии среди юниоров. Первый профессиональный контракт подписал в 2012 году с Lotto-Belisol, дебютировал в Мировом туре в Канаде на Гран-при Квебека и Монреаля. Затем занял 10 место в общем зачёте Тура Пекина.
В 2014 году проехал свой первый Гранд-тур — Джиро д'Италия, на котором занял 4-е место в горной классификации. В августе того же года одержал первые победы на гонках Мирового тура, первенствовав на 6-м этапе и в генеральной классификации Энеко Тура. В 2015 году принял участие в Тур де Франс, а затем защитил титул на Энеко Тур.

## Достижения
2011
1-й  Горная классификация Тоскана–Земля Велоспорта
2012
2-й Тоскана–Земля Велоспорта
2-й Вуэльта Наварры
1-й  Молодёжная классификация Сиркуит дез Арденн
10-й Тур Пекина
2014
1-й  Энеко Тур
1-й Этап 6
2-й Чемпионат Бельгии в индивид. гонке
4-й Джиро ди Ломбардия
6-й Гран-при Плуэ
2015
1-й  Энеко Тур
1-й Этап 6
1-й Гран-при Монреаля
2-й Трофео Сьерра-де-Трамонтана
10-й Париж — Ницца
2016
1-й  Тур Польши
1-й  Спринтерская классификация
1-й  Горная классификация
1-й Этап 5
1-й Этап 6 Джиро д’Италия
1-й Этап 7 Париж — Ницца
2-й Чемпионат Бельгии в групповой гонке
10-й Амстел Голд Рейс
2017
1-й  Тур Гуанси
1-й Этап 4
1-й Трофео Сьерра-де-Трамонтана
1-й Трофео Польенса
1-й Гран-при Валлонии
1-й Этап 5 Вуэльта Андалусии
2-й БинкБанк Тур
1-й Этап 6
3-й Страде Бьянке
5-й Гран-при Квебека
2018
1-й  Тур Валлонии
1-й Этап 2
1-й  Вуэльта Андалусии
1-й Этап 4
1-й Брабантсе Пейл
1-й Трофео Сьерра-де-Трамонтана
1-й Этап 4 Джиро д’Италия
3-й БинкБанк Тур
3-й Бретань Классик
5-й Париж — Ницца
1-й  Очковая классификация
5-й Джиро ди Ломбардия
6-й Амстел Голд Рейс
7-й Флеш Валонь
2019
1-й Trofeo de Tramuntana Soller-Deia
2-й Trofeo Andratx–Lloseta
3-й Омлоп Хет Ниувсблад
5-й Trofeo Campos, Porreres, Felanitx, Ses Salines
9-й Вуэльта Андалусии
1-й  Очковая классификация
1-й Этап 1 и 3(ITT)
10-й Страде Бьянке

## Статистика выступлений

### Чемпионаты
| Соревнование      | Соревнование | 2012 | 2013 | 2014 | 2015 | 2016 | 2017 | 2018 |
| ----------------- | ------------ | ---- | ---- | ---- | ---- | ---- | ---- | ---- |
| Олимпийские игры  | ITT          | —    | —    | —    | —    | 20   | —    | —    |
| Олимпийские игры  | RR           | —    | —    | —    | —    | НФ   | —    | —    |
| Чемпионат мира    | RR           | —    | —    | НФ   | —    | —    | 110  | 68   |
| Чемпионат мира    | TTT          | —    | —    | —    | 7    | —    | —    | —    |
| Чемпионат Бельгии | ITT          | 13   | —    | 2    | 17   | —    | 7    | —    |
| Чемпионат Бельгии | RR           | —    | —    | —    | 34   | 2    | 9    | 21   |

### Гранд-туры
| Гонка           | 2014 | 2015 | 2016 | 2017 | 2018 |
| --------------- | ---- | ---- | ---- | ---- | ---- |
| Джиро д'Италия  | 54   | —    | 96   | —    | НФ   |
| Тур де Франс    | —    | 129  | —    | НФ   | —    |
| Вуэльта Испании | —    | —    | —    | —    |      |

### Однодневки
| Монументальные        | 2012 | 2013 | 2014 | 2015 | 2016 | 2017 | 2018 | 2019 |
| --------------------- | ---- | ---- | ---- | ---- | ---- | ---- | ---- | ---- |
| Милан — Сан-Ремо      | —    | —    | —    | 15   | —    | 18   | —    | —    |
| Тур Фландрии          | —    | —    | —    | —    | —    | —    | —    | 34   |
| Париж — Рубе          | —    | —    | —    | —    | —    | —    | —    | —    |
| Льеж — Бастонь — Льеж | —    | НФ   | 43   | 93   | 48   | 35   | 16   |      |
| Джиро ди Ломбардия    | 50   | —    | 4    | 71   | НФ   | 20   | 5    |      |
| Классические          | 2012 | 2013 | 2014 | 2015 | 2016 | 2017 | 2018 | 2019 |
| Омлоп Хет Ниувсблад   | —    | —    | —    | —    | —    | —    | 69   | 3    |
| Страде Бьянке         | —    | —    | —    | —    | —    | 3    | —    | 10   |
| Брабантсе Пейл        | —    | 19   | —    | —    | 38   | 4    | 1    |      |
| Амстел Голд Рейс      | —    | —    | 68   | 19   | 10   | 42   | 6    |      |
| Флеш Валонь           | —    | 139  | 61   | 31   | 65   | 18   | 7    |      |
| Гран-при Квебека      | НФ   | 51   | 108  | 120  | 14   | 5    | 28   |      |
| Гран-при Монреаля     | 34   | 20   | 24   | 1    | 43   | 12   | 21   |      |

| —  | Не участвовал  |
| НФ | Не финишировал |